# Little Falls (New Jersey)
Little Falls is een plaats (census-designated place) in de Amerikaanse staat New Jersey, en valt bestuurlijk gezien onder Passaic County.

## Demografie
Bij de volkstelling in 2000 werd het aantal inwoners vastgesteld op 10.855.

## Geografie
Volgens het United States Census Bureau beslaat de plaats een oppervlakte van
7,3 km², waarvan 7,1 km² land en 0,2 km² water.

## Plaatsen in de nabije omgeving
De onderstaande figuur toont nabijgelegen plaatsen in een straal van 8 km rond Little Falls.

## Geboren
- Lloyd B. Marsh (1893–1971), Amerikaans politicus
- Kit McClure (1951), Amerikaans jazzmusicus
- Juliette Angelo (1999), Amerikaans actrice